# Pere Pau Husson de Lapazaran
Pere Pau (o Pedro Pablo) Husson de Lapazaran (Nàpols?, 1755 - ? - 1815?) fou un impressor d'origen napolità, establert a Catalunya, fundador del Diario de Barcelona el 1792.
Era fill de Jean Baptiste Husson, francès de la Lorena, que fou primer ajudant de cambra de l'ambaixador de França; i de Madalena de Lapazarán, de Sant Sebastià.
El 1791 era oficial major del Diario de Madrid, i va sol·licitar al rei dirigir-ne un de semblant a Barcelona. Carles IV d'Espanya va acceptar la seva sol·licitud i li atorgà el privilegi el 6 d'abril de 1792. El Diario de Barcelona es publicà per primer cop el primer d'octubre d'aquell any. L'any 1799 va ingressar al Col·legi de Llibreters i Impressors. Va ser al capdavant del Diario fins al setembre de 1810.